# Терпуг японський
Терпуг японський (Hexagrammos otakii) — вид скорпеноподібних риб родини терпугові (Hexagrammidae). Терпуг японський завдовжки до 30 см, але може досягати і 50 см. Зустрічається біля берегів Кореї, Японії й Північного Китаю. Це цінна промислова риба, що вважається дуже смачною. Молодь цього виду іноді тримають в акваріумах.